# Heterometra
Heterometra is een geslacht van haarsterren uit de familie Himerometridae.

## Soorten
- Heterometra affinis (Hartlaub, 1890)
- Heterometra africana (A.H. Clark, 1911)
- Heterometra amboinae (A.H. Clark, 1912)
- Heterometra astyanax A.H. Clark, 1941
- Heterometra ater (A.H. Clark, 1911)
- Heterometra bengalensis (Hartlaub, 1890)
- Heterometra compta A.H. Clark, 1909
- Heterometra crenulata (Carpenter, 1882)
- Heterometra delagoae (Gislén, 1938)
- Heterometra flora (A.H. Clark, 1913)
- Heterometra gravieri A.H. Clark, 1911
- Heterometra joubini A.H. Clark, 1911
- Heterometra madagascarensis (A.H. Clark, 1911)
- Heterometra nematodon (Hartlaub, 1890)
- Heterometra parilis (A.H. Clark, 1909)
- Heterometra philiberti (Müller, 1849)
- Heterometra producta (A.H. Clark, 1908)
- Heterometra propinqua (A.H. Clark, 1912)
- Heterometra pulchra A.H. Clark, 1912
- Heterometra quinduplicava (Carpenter, 1888)
- Heterometra reynaudi (Müller, 1846)
- Heterometra sarae A.H. Clark, 1941
- Heterometra savignii (Müller, 1841)
- Heterometra schlegelii (A.H. Clark, 1908)
- Heterometra singularis A.H. Clark, 1909
- Heterometra variipinna (Carpenter, 1882)